# ATP de Hamburgo
O ATP de Hamburgo – ou Hamburg Open, atualmente  – é um torneio de tênis profissional masculino, de nível ATP 500.
Realizado em Hamburgo, no norte da Alemanha, estreou no fim do século XIX. Desde a era aberta, teve três hiatos e segue ininterrupto desde 1948. Os jogos são disputados em quadras de saibro durante o mês de julho.

## Finais

### Simples
| Ano                                     | Campeão              | Vice-campeão           | Resultado                |
| --------------------------------------- | -------------------- | ---------------------- | ------------------------ |
| 2024                                    | Arthur Fils          | Alexander Zverev       | 6–3, 3–6, 7–61           |
| 2023                                    | Alexander Zverev     | Laslo Djere            | 7–5, 6–3                 |
| 2022                                    | Lorenzo Musetti      | Carlos Alcaraz         | 6–4, 66–7, 6–4           |
| 2021                                    | Pablo Carreño Busta  | Filip Krajinović       | 6–2, 6–4                 |
| 2020                                    | Andrey Rublev        | Stefanos Tsitsipas     | 6–4, 3–6, 7–5            |
| 2019                                    | Nikoloz Basilashvili | Andrey Rublev          | 7–5, 4–6, 6–3            |
| 2018                                    | Nikoloz Basilashvili | Leonardo Mayer         | 6–4, 0–6, 7–5            |
| 2017                                    | Leonardo Mayer       | Florian Mayer          | 6–4, 4–6, 6–3            |
| 2016                                    | Martin Kližan        | Pablo Cuevas           | 6–1, 6–4                 |
| 2015                                    | Rafael Nadal         | Fabio Fognini          | 7–5,7–5                  |
| 2014                                    | Leonardo Mayer       | David Ferrer           | 36–7, 6–1, 7–64          |
| 2013                                    | Fabio Fognini        | Federico Delbonis      | 4–6, 7–68, 6–2           |
| 2012                                    | Juan Mónaco          | Tommy Haas             | 7–5, 6–4                 |
| 2011                                    | Gilles Simon         | Nicolás Almagro        | 6–4, 4–6, 6–4            |
| 2010                                    | Andrey Golubev       | Jürgen Melzer          | 6–3, 7–5                 |
| 2009                                    | Nikolay Davydenko    | Paul-Henri Mathieu     | 6–4, 6–2                 |
| 2008                                    | Rafael Nadal         | Roger Federer          | 7–5, 36–7, 6–3           |
| 2007                                    | Roger Federer        | Rafael Nadal           | 2–6, 6–2, 6–0            |
| 2006                                    | Tommy Robredo        | Radek Štěpánek         | 6–1, 6–3, 6–3            |
| 2005                                    | Roger Federer        | Richard Gasquet        | 6–3, 7–5, 7–6            |
| 2004                                    | Roger Federer        | Guillermo Coria        | 4–6, 6–4, 6–2, 6–3       |
| 2003                                    | Guillermo Coria      | Agustin Calleri        | 6–3, 6–4, 6–4            |
| 2002                                    | Roger Federer        | Marat Safin            | 6–1, 6–3, 6–4            |
| 2001                                    | Albert Portas        | Juan Carlos Ferrero    | 4–6, 6–2, 0–6, 7–6, 7–5  |
| 2000                                    | Gustavo Kuerten      | Marat Safin            | 6–4, 5–7, 6–4, 5–7, 7–6  |
| 1999                                    | Marcelo Ríos         | Mariano Zabaleta       | 6–7, 7–5, 5–7, 7–6, 6–2  |
| 1998                                    | Albert Costa         | Alex Corretja          | 6–2, 6–0, 1–0, ab.       |
| 1997                                    | Andrei Medvedev      | Felix Mantilla         | 6–0, 6–4, 6–2            |
| 1996                                    | Roberto Carretero    | Alex Corretja          | 2–6, 6–4, 6–4, 6–4       |
| 1995                                    | Andrei Medvedev      | Goran Ivanišević       | 6–3, 6–2, 6–1            |
| 1994                                    | Andrei Medvedev      | Yevgeny Kafelnikov     | 6–4, 6–4, 3–6, 6–3       |
| 1993                                    | Michael Stich        | Andrei Chesnokov       | 6–3, 6–7, 7–6, 6–4       |
| 1992                                    | Stefan Edberg        | Michael Stich          | 5–7, 6–4, 6–1            |
| 1991                                    | Karel Nováček        | Magnus Gustafsson      | 6–3, 6–3, 5–7, 0–6, 6–1  |
| 1990                                    | Juan Aguilera        | Boris Becker           | 6–1, 6–0, 7–6            |
| 1989                                    | Ivan Lendl           | Horst Skoff            | 6–4, 6–1, 6–3            |
| 1988                                    | Kent Carlsson        | Henri Leconte          | 6–2, 6–1, 6–4            |
| 1987                                    | Ivan Lendl           | Miloslav Mečíř         | 6–1, 6–3, 6–3            |
| 1986                                    | Henri Leconte        | Miloslav Mečíř         | 6–2, 5–7, 6–4, 6–2       |
| 1985                                    | Miloslav Mečíř       | Henrik Sundström       | 6–4, 6–1, 6–4            |
| 1984                                    | Juan Aguilera        | Henrik Sundström       | 6–4, 2–6, 2–6, 6–4, 6–4  |
| 1983                                    | Yannick Noah         | José Higueras          | 3–6, 7–5, 6–2, 6–0       |
| 1982                                    | José Higueras        | Peter McNamara         | 4–6, 6–7, 7–6, 6–3, 7–6  |
| 1981                                    | Peter McNamara       | Jimmy Connors          | 7–6, 6–1, 4–6, 6–4       |
| 1980                                    | Harold Solomon       | Guillermo Vilas        | 6–7, 6–2, 6–4, 2–6, 6–3  |
| 1979                                    | José Higueras        | Harold Solomon         | 3–6, 6–1, 6–4, 6–1       |
| 1978                                    | Guillermo Vilas      | Wojtek Fibak           | 6–2, 6–4, 6–2            |
| 1977                                    | Paolo Bertolucci     | Manuel Orantes         | 6–3, 4–6, 6–2, 6–3       |
| 1976                                    | Eddie Dibbs          | Manuel Orantes         | 6–4, 4–6, 6–1, 2–6, 6–1  |
| 1975                                    | Manuel Orantes       | Jan Kodeš              | 3–6, 6–2, 6–2, 4–6, 6–1  |
| 1974                                    | Eddie Dibbs          | Hans-Joachim Plötz     | 6–2, 6–2, 6–3            |
| 1973                                    | Eddie Dibbs          | Karl Meiler            | 6–1, 3–6, 7–6, 6–3       |
| 1972                                    | Manuel Orantes       | Adriano Panatta        | 6–3, 9–8, 6–0            |
| 1971                                    | Andres Gimeno        | Peter Szoke            | 6–3, 6–2, 6–2            |
| 1970                                    | Tom Okker            | Ilie Năstase           | 4–6, 6–3, 6–3, 6–4       |
| 1969                                    | Tony Roche           | Tom Okker              | 6–1, 5–7, 7–5, 8–6       |
| 1968                                    | John Newcombe        | Cliff Drysdale         | 6–3, 6–2, 6–4            |
| 1967                                    | Roy Emerson          | Manuel Santana         | 6–3, 6–3, 6–1            |
| 1966                                    | Fred Stolle          | István Gulyás          | 2–6, 7–5, 6–1, 6–2       |
| 1965                                    | Cliff Drysdale       | Boro Jovanović         | 6–2, 6–4, 3–6, 6–3       |
| 1964                                    | Wilhelm Bungert      | Christian Kuhnke       | 0–6, 6–4, 7–5, 6–2       |
| 1963                                    | Martin Mulligan      | Bob Hewitt             | 6–0, 0–6, 8–6, 6–2       |
| 1962                                    | Rod Laver            | Manuel Santana         | 8–6, 7–5, 6–4            |
| 1961                                    | Rod Laver            | Luis Ayala             | 6–2, 6–8, 5–7, 6–1, 6–2  |
| 1960                                    | Nicola Pietrangeli   | Jan-Erik Lundquist     | 6–3, 2–6, 6–4, 6–2       |
| 1959                                    | William Knight       | Ian Vermaak            | 4–6, 6–4, 4–6, 6–3, 8–6  |
| 1958                                    | Sven Davidson        | Jacques Brichant       | 5–7, 6–4, 0–6, 9–7, 6–3  |
| 1957                                    | Mervyn Rose          | Pierre Darmon          | 6–3, 6–0, 6–1            |
| 1956                                    | Lew Hoad             | Orlando Sirola         | 6–2, 5–7, 6–4, 8–6       |
| 1955                                    | Arthur Larsen        | Władysław Skonecki     | 3–6, 6–3, 7–5, 6–8, 6–3  |
| 1954                                    | Budge Patty          | Sven Davidson          | 6–1, 6–1, 7–5            |
| 1953                                    | Budge Patty          | Fausto Gardini         | 6–3, 6–2, 6–3            |
| 1952                                    | Eric Sturgess        | Jaroslav Drobný        | 6–3, 6–2, 6–3            |
| 1951                                    | Lennart Bergelin     | Sven Davidson          | 4–6, 6–3, 4–6, 6–4, 7–5  |
| 1950                                    | Jaroslav Drobný      | Gottfried von Cramm    | 6–3, 6–4, 6–4            |
| 1949                                    | Gottfried von Cramm  | Ernst Buchholz         | 7–5, 6–1, 6–0            |
| 1948                                    | Gottfried von Cramm  | Helmut Gulcz           | 6–4, 6–1, 4–6, 6–3       |
| Torneio não realizado entre 1947 e 1940 |                      |                        |                          |
| 1939                                    | Henner Henkel        | Roderich Menzel        | 4–6, 6–4, 6–0, 6–1       |
| 1938                                    | Ottó Szigeti         | Bernard Destremau      | 8–6, 6–8, 6–3, 6–3       |
| 1937                                    | Henner Henkel        | Vivian McGrath         | 1–6, 6–3, 8–6, 3–6, 6–1  |
| Torneio não realizado em 1936           |                      |                        |                          |
| 1935                                    | Gottfried von Cramm  | Ottó Szigeti           | 6–3, 6–3, 6–3            |
| 1934                                    | Gottfried von Cramm  | Clayton Lee Burwell    | 6–2, 6–1, 6–4            |
| 1933                                    | Gottfried von Cramm  | Roderich Menzel        | 7–5, 2–6, 4–6, 6–3, 6–4  |
| 1932                                    | Gottfried von Cramm  | Roderich Menzel        | 3–6, 6–2, 6–2, 6–3       |
| 1931                                    | Roderich Menzel      | Gustav Jaenecke        | 6–2, 6–2, 6–1            |
| 1930                                    | Christian Boussus    | Yoshiro Ohta           | 1–6, 8–6, 2–6, 6–4, 6–4  |
| 1929                                    | Christian Boussus    | Otto Froitzheim        | 6–1, 4–6, 6–1, 6–8, 6–1  |
| 1928                                    | Daniel Prenn         | Hans Moldenhauer       | 6–1, 6–4, 6–3            |
| 1927                                    | Hans Moldenhauer     | Willy Hannemann        | 6–2, 4–6, 6–4, 6–4       |
| 1926                                    | Hans Moldenhauer     | Walter Dessart         | 6–2, 6–2, 6–1            |
| 1925                                    | Otto Froitzheim      | Béla von Kehrling      | 6–4, 6–1, 4–6, 6–1       |
| 1924                                    | Béla von Kehrling    | Louis Maria Heyden     | 8–6, 6–1, 9–7            |
| 1923                                    | Heinz Landmann       | Louis Maria Heyden     | 6–2, 6–3, 7–5            |
| 1922                                    | Otto Froitzheim      | Friedrich Wilhelm Rahe | 2–6, 6–0, 8–6, 6–1       |
| 1921                                    | Otto Froitzheim      | Robert Kleinschroth    | 6–4, 8–6, ab.            |
| 1920                                    | Oscar Kreuzer        | Louis Maria Heyden     | 6–0, 6–0, 6–2            |
| Torneio não realizado entre 1919 e 1914 |                      |                        |                          |
| 1913                                    | Heinrich Schomburgk  | Otto von Müller        | 6–2, 6–4, 7–5            |
| 1912                                    | Otto von Müller      | Heinrich Schomburgk    | 2–6, 6–1, 6–4, 6–2       |
| 1911                                    | Otto Froitzheim      | Felix Pipes            | 6–3, 6–2, 6–1            |
| 1910                                    | Otto Froitzheim      | Kurt Bergmann          | w.o.                     |
| 1909                                    | Otto Froitzheim      | Friedrich Wilhelm Rahe | 6–0, 6–2, 6–3            |
| 1908                                    | Josiah Ritchie       | George K. Logie        | 6–1, 6–1, 6–3            |
| 1907                                    | Otto Froitzheim      | Josiah Ritchie         | 7–5, 6–3, 6–4            |
| 1906                                    | Josiah Ritchie       | Friedrich Wilhelm Rahe | 6–2, 6–2, 6–0            |
| 1905                                    | Josiah Ritchie       | Anthony Wilding        | 8–6, 7–5, 8–6            |
| 1904                                    | Josiah Ritchie       | Kurt von Wessely       | 6–4, 6–0, 10–8           |
| 1903                                    | Josiah Ritchie       | Max Decugis            | w.o.                     |
| 1902                                    | Max Decugis          | John M. Flavelle       | 4–6, 2–6, 7–5, 7–5, 6–0  |
| 1901                                    | Max Decugis          | Frederick W. Payn      | 6–4, 6–4, 4–6, 6–2       |
| 1900                                    | George Hillyard      | Hugh Doherty           | w.o.                     |
| 1899                                    | Clarence Hobart      | Harold Mahoney         | 8–6, 8–10, 6–0, 6–8, 8–6 |
| 1898                                    | Harold Mahoney       | Joshua Pim             | 6–4, 6–3, 6–4            |
| 1897                                    | George Hillyard      | George C. Ball Green   | 6–1, 6–2, 6–3            |
| 1896                                    | Graf Victor Voß      | Georg Wantzelius       | 6–1, 6–0, 6–1            |
| 1895                                    | Graf Victor Voß      | Christian Winzer       | 6–2, 6–1, 6–2            |
| 1894                                    | Graf Victor Voß      | Christian Winzer       | 6–1, 6–4, 11–9           |
| 1893                                    | Christian Winzer     | Walter Bonne           | 6–4, 6–0, 3–6, 6–3       |
| 1892                                    | Walter Bonne         | R.A. Leers             | 7–5, 6–3                 |

### Duplas
| Ano  | Campeões                              | Vice-campeões                               | Resultado               |
| ---- | ------------------------------------- | ------------------------------------------- | ----------------------- |
| 2024 | Kevin Krawietz Tim Pütz               | Fabien Reboul Édouard Roger-Vasselin        | 7–68, 6–2               |
| 2023 | Kevin Krawietz Tim Pütz               | Sander Gillé Joran Vliegen                  | 7–64, 6–3               |
| 2022 | Lloyd Glasspool Harri Heliövaara      | Rohan Bopanna Matwé Middelkoop              | 6–2, 6–4                |
| 2021 | Tim Pütz Michael Venus                | Kevin Krawietz Horia Tecău                  | 6–3, 36–7, [10–8]       |
| 2020 | John Peers Michael Venus              | Ivan Dodig Mate Pavić                       | 6–3, 6–4                |
| 2019 | Oliver Marach Jürgen Melzer           | Robin Haase Wesley Koolhof                  | 6–2, 7–63               |
| 2018 | Julio Peralta Horacio Zeballos        | Oliver Marach Mate Pavić                    | 6–1, 4–6, [10–6]        |
| 2017 | Ivan Dodig Mate Pavić                 | Pablo Cuevas Marc López                     | 6–3, 6–4                |
| 2016 | Henri Kontinen John Peers             | Daniel Nestor Aisam-ul-Haq Qureshi          | 7–5, 6–3                |
| 2015 | Jamie Murray John Peers               | Juan Sebastián Cabal Robert Farah           | 2–6, 6–3, [10–8]        |
| 2014 | Marin Draganja Florin Mergea          | Alexander Peya Bruno Soares                 | 6–4, 7–5                |
| 2013 | Mariusz Fyrstenberg Marcin Matkowski  | Alexander Peya Bruno Soares                 | 3–6, 6–1, [10–8]        |
| 2012 | David Marrero Fernando Verdasco       | Rogério Dutra Silva Daniel Muñoz de la Nava | 6–4, 6–3                |
| 2011 | Oliver Marach Alexander Peya          | František Čermák Filip Polášek              | 6–4, 6–1                |
| 2010 | Marc López David Marrero              | Jérémy Chardy Paul-Henri Mathieu            | 6–3, 2–6, [10–8]        |
| 2009 | Simon Aspelin Paul Hanley             | Marcelo Melo Filip Polášek                  | 6–3, 6–3                |
| 2008 | Daniel Nestor Nenad Zimonjic          | Bob Bryan Mike Bryan                        | 6–4, 5–7, [10–8]        |
| 2007 | Bob Bryan Mike Bryan                  | Paul Hanley Kevin Ullyett                   | 6–3, 3–6, [10–7]        |
| 2006 | Paul Hanley Kevin Ullyett             | Mark Knowles Daniel Nestor                  | 4–6, 7–6, [10–4]        |
| 2005 | Jonas Björkman Max Mirnyi             | Michaël Llodra Fabrice Santoro              | 6–2, 6–3                |
| 2004 | Wayne Black Kevin Ullyett             | Bob Bryan Mike Bryan                        | 6–1, 6–2                |
| 2003 | Mark Knowles Daniel Nestor            | Mahesh Bhupathi Max Mirnyi                  | 6–4, 7–6                |
| 2002 | Mahesh Bhupathi Jan-Michael Gambill   | Jonas Björkman Todd Woodbridge              | 6–2, 6–4                |
| 2001 | Jonas Björkman Todd Woodbridge        | Daniel Nestor Sandon Stolle                 | 7–6, 3–6, 6–3           |
| 2000 | Todd Woodbridge Mark Woodforde        | Wayne Arthurs Sandon Stolle                 | 6–7, 6–4, 6–3           |
| 1999 | Wayne Arthurs Andrew Kratzmann        | Paul Haarhuis Jared Palmer                  | 2–6, 7–6, 6–2           |
| 1998 | Donald Johnson Francisco Montana      | David Adams Brett Steven                    | 6–2, 7–5                |
| 1997 | Luis Lobo Javier Sánchez              | Neil Broad Piet Norval                      | 6–3, 7–6                |
| 1996 | Mark Knowles Daniel Nestor            | Guy Forget Jakob Hlasek                     | 6–2, 6–4                |
| 1995 | Wayne Ferreira Yevgeny Kafelnikov     | Byron Black Andrei Olhovskiy                | 6–1, 7–6                |
| 1994 | Scott Melville Piet Norval            | Henrik Holm Anders Järryd                   | 6–3, 6–4                |
| 1993 | Paul Haarhuis Mark Koevermans         | Grant Connell Patrick Galbraith             | 6–4, 6–7, 7–6           |
| 1992 | Sergio Casal Emilio Sánchez           | Carl-Uwe Steeb Michael Stich                | 5–7, 6–4, 6–3           |
| 1991 | Sergio Casal Emilio Sánchez           | Cássio Motta Danie Visser                   | 4–6, 6–3, 6–2           |
| 1990 | Sergi Bruguera Jim Courier            | Udo Riglewski Michael Stich                 | 7–6, 6–2                |
| 1989 | Emilio Sánchez Javier Sánchez         | Boris Becker Eric Jelen                     | 6–4, 6–1                |
| 1988 | Darren Cahill Laurie Warder           | Rick Leach Jim Pugh                         | 6–4, 6–4                |
| 1987 | Miloslav Mečíř Tomáš Šmíd             | Claudio Mezzadri Jim Pugh                   | 4–6, 7–6, 6–2           |
| 1986 | Sergio Casal Emilio Sánchez           | Boris Becker Eric Jelen                     | 6–4, 6–1                |
| 1985 | Hans Gildemeister Andres Gomez        | Heinz Günthardt Balázs Taróczy              | 1–6, 7–6, 6–4           |
| 1984 | Stefan Edberg Anders Järryd           | Heinz Günthardt Balázs Taróczy              | 6–3, 6–1                |
| 1983 | Heinz Günthardt Balázs Taróczy        | Mark Edmondson Brian Gottfried              | 7–6, 4–6, 6–4           |
| 1982 | Pavel Slozil Tomáš Šmíd               | Anders Järryd Hans Simonsson                | 6–4, 6–3                |
| 1981 | Hans Gildemeister Andres Gomez        | Peter McNamara Paul McNamee                 | 6–4, 3–6, 6–4           |
| 1980 | Heinz Gildemeister Andres Gomez       | Reinhart Probst Max Wunschig                | 6–3, 6–4                |
| 1979 | Jan Kodeš Tomáš Šmíd                  | Mark Edmondson John Marks                   | 6–3, 6–1, 7–6           |
| 1978 | Wojtek Fibak Tom Okker                | Antonio Muñoz Víctor Pecci                  | 6–2, 6–4                |
| 1977 | Bob Hewitt Karl Meiler                | Phil Dent Kim Warwick                       | 3–6, 6–3, 6–4, 6–4      |
| 1976 | Fred McNair Sherwood Stewart          | Dick Crealy Kim Warwick                     | 7–6, 7–6, 7–6           |
| 1975 | Juan Gisbert Manuel Orantes           | Wojtek Fibak Jan Kodeš                      | 6–3, 7–6                |
| 1974 | Jürgen Fassbender Hans-Jürgen Pohmann | Brian Gottfried Raúl Ramírez                | 6–3, 6–4, 6–4           |
| 1973 | Jürgen Fassbender Hans-Jürgen Pohmann | Manuel Orantes Ion Ţiriac                   | 6–1, 6–3                |
| 1972 | Jan Kodeš Ilie Năstase                | Bob Hewitt Ion Ţiriac                       | 4–6, 6–0, 3–6, 6–2, 6–2 |
| 1971 | John Alexander Andres Gimeno          | Dick Crealy Allan Stone                     | 6–4, 7–5, 7–9, 6–4      |
| 1970 | Bob Hewitt Frew McMillan              | Tom Okker Nikola Pilić                      | 6–3, 7–5, 6–2           |
| 1969 | Tom Okker Marty Riessen               | Jean-Claude Barclay Jürgen Fassbender       | 6–1, 6–2, 6–4           |
| 1968 | Milan Holeček Jan Kodeš               | John Newcombe Tony Roche                    | 6–4, 6–4, 7–5           |